# 怀克里夫·让
內魯塞特·韦克莱夫·让（Neluset Wyclef Jean，1969年10月17日—），生於海地，9岁随全家移居美国纽约市布鲁克林区，是一名音乐家、创作歌手、饶舌歌手、唱片制作人和社会活动家，唱片曾多次获铂金认证。2010年8月6日搭乘私人飛機前往海地，並正式登記參選海地總統，但最後被選舉委員會以未符合在海地居住5年的資格被拒絕。

## 作品列表

### 专辑
- 1997：The Carnival（英语：The Carnival） (Columbia)
- 2000：The Ecleftic: 2 Sides II a Book（英语：The Ecleftic: 2 Sides II a Book） (Columbia)
- 2002：Masquerade (Columbia)
- 2003：Greatest Hits (Columbia)
- 2003：The Preacher's Son (J)
- 2004：Welcome to Haiti: Creole 101（英语：Welcome to Haiti: Creole 101） (Koch)
- 2007：Carnival Vol. II: Memoirs of an Immigrant（英语：Carnival Vol. II: Memoirs of an Immigrant） (Columbia)
- 2009：From the Hut, To the Projects, To the Mansion（英语：From the Hut, To the Projects, To the Mansion） (Columbia)
- 2010：Wyclef Jean (Columbia) [4]